# Андреас Вайкла
Андреас Вайкла (ест. Andreas Vaikla, нар. 19 лютого 1997, Торонто) — естонський та канадський футболіст, воротар клубу «Скрозоппі» та національної збірної Естонії.

## Клубна кар'єра
Народився 19 лютого 1997 року в місті Торонто, Канада. Розпочав займатись футболом у кількох місцевих академіях. 2013 році у грі за юнацьку збірну Естонії його помітили скаути англійського клубу «Вест-Бромвіч Альбіон» та запросили до своєї академії, де Андреас провів два роки, але до першої команди не пробився.
У липні 2015 року Вайкла підписав півторарічний контракт зі шведським клубом «Норрчепінг», де став резервним воротарем, тому на полі не з'являвся, але того року став з командою чемпіоном та володарем Суперкубка Швеції. Дебютував за клуб 20 лютого 2016 року, через день після свого 19-річчя, у матчі Кубка Швеції проти «Естерсунда» (4:0), а 22 квітня Вайкла дебютував у Аллсвенскан, замінивши на 19-й хвилині травмованого Давіда Мітова Нільссона в матчі проти «Фалкенберга» (1:2). Завдяки травмі македонського воротаря Вайкла закріпився в основі і провів 13 матчів у чемпіонаті в сезоні 2016 року.

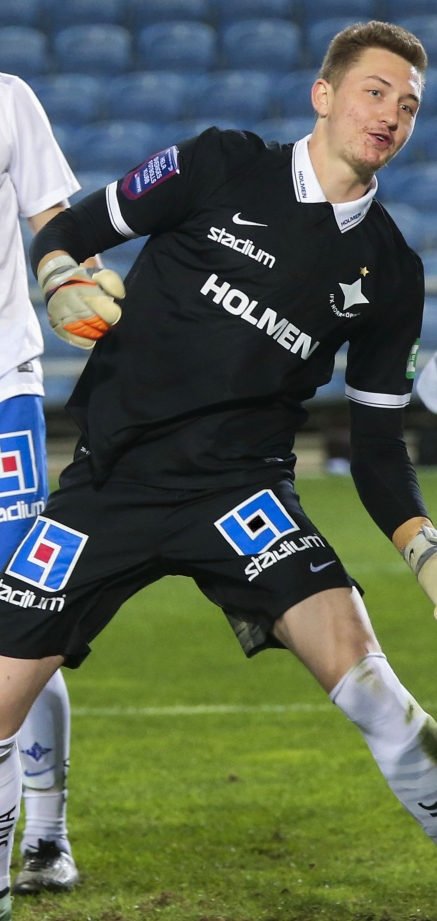
Андреас Вайкла під час виступів за «Норрчепінг». 2016 рік.

У лютому 2017 року Вайкла підписав трирічний контракт з чемпіонами Фінляндії, клубом «Марієгамн». Він дебютував у Вейккауслізі 8 квітня 2017 року в домашній грі проти клубу «Ювяскюля» (5:2) і загалом в сезоні 2017 року зіграв 26 матчів із 33, а його команда посіла п'яте місце в чемпіонаті Фінляндії.
У грудні 2017 року Вайкла підписав дворічний контракт з норвезьким клубом «Крістіансунн». Він був дублером Шона Макдермотта практично протягом усього сезону Елітсеріан 2018 року, за винятком останнього матчу, коли Андреаса випустили на поле в матчі проти «Ліллестрема» (0:2). Також він зіграв одну гру в національному кубку. Наступного сезону Вайкла взагалі жодного разу не зіграв за норвежців, тому в серпні 2019 року повернувся до «Норрчепінг», щоб заповнити місце резервного воротаря, яке звільнилося після відходу Давіда Мітова Нільссона. З того часу він не грав до кінця сезону, за винятком одного матчу Кубка Швеції проти аматорської команди «Тімро» (6:1).
У лютому 2020 року він приєднався до естонського клубу «Нарва-Транс» з вищого дивізіону, після того як відмовився від кількох пропозицій від команд зі скандинавських країн, які пропонували лише ролі запасного воротаря. Тут Вайкла мав стати основним, але протягом сезону отримував різні травми, через що зіграв лише 11 ігор в усіх турнірах і його контракт було розірвано в жовтні через постійні травми.
У травні 2021 року Вайкла підписав контракт з «Торонто II» з Першої ліги USL і до кінця року зіграв у 13 іграх, після чого у березні 2022 року був відданий в оренду до клубу канадської Прем'єр-ліги «Едмонтон».
У сезоні 2023 року він приєднався до команди «Скрозоппі» з Ліги 1 Онтаріо.

## Виступи за збірні
Батьки Андреаса — естонці, тому уродженець Канади 2012 року отримав можливість дебютувати у складі юнацької збірної Естонії (U-16) проти Ірландії (0:2). У наступному 2013 році він зіграв один матч за збірну до 17 років проти Казахстану (2:1), а 2015 року приєднався до збірної до 19 років, зігравши десять разів, три з яких у відбіркових матчах до юнацького чемпіонату Європи 2016 року. Загалом на юнацькому рівні взяв участь у 12 іграх, пропустивши 20 голів.
Протягом 2016—2018 років залучався до складу молодіжної збірної Естонії. На молодіжному рівні зіграв у 7 офіційних матчах, пропустив 14 голів.
У березні 2016 року вперше викликаний до головної національної збірної Естонії, однак участі у поєдинках зі збірними Норвегії та Сербії не взяв. 1 червня 2016 року дебютував у збірній у поєдинку проти збірної Андорри.

## Статистика виступів

### Статистика клубних виступів
Станом на 1 січня 2018
| Сезон             | Команда           | Чемпіонат         | Чемпіонат | Чемпіонат | Національний кубок | Національний кубок | Національний кубок | Континентальні кубки | Континентальні кубки | Континентальні кубки | Інші змагання | Інші змагання | Інші змагання | Усього | Усього | Усього |
| Сезон             | Команда           | Ліга              | Ігор      | Голів     | Ліга               | Ігор               | Голів              | Ліга                 | Ігор                 | Голів                | Ліга          | Ігор          | Голів         | Ігор   | Голів  |        |
| ----------------- | ----------------- | ----------------- | --------- | --------- | ------------------ | ------------------ | ------------------ | -------------------- | -------------------- | -------------------- | ------------- | ------------- | ------------- | ------ | ------ | ------ |
| 2016              | «Норрчепінг»      | A                 | 13        | -12       | КШ+КШ              | 4+1                | -2+0               | ЛЧ                   | 2                    | -5                   | -             | -             | -             | 20     | –      |        |
| 2017              | «Марієгамн»       | ВЛ                | 26        | -37       | КФ                 | 4                  | -3                 | ЛЧ                   | 1                    | -3                   | -             | -             | -             | 31     | -43    |        |
| 2018              | «Крістіансунн»    | ЕС                | 0         | 0         | КН                 | 0                  | 0                  | -                    | -                    | -                    | -             | -             | -             | 0      | 0      |        |
| Усього за кар'єру | Усього за кар'єру | Усього за кар'єру | 39        | -49       |                    | 9                  | -5                 |                      | 3                    | -8                   |               | -             | -             | 51     | -62    |        |